# Mydłów
Mydłów – wieś w Polsce, położona w województwie świętokrzyskim, w powiecie opatowskim, w gminie Iwaniska.

## Integralne części wsi
| SIMC    | Nazwa          | Rodzaj    |
| ------- | -------------- | --------- |
| 1018284 | Chrusty        | osada     |
| 0793986 | Mydłów-Kolonia | część wsi |
| 0794000 | Rudki          | osada     |
| 0793992 | Trzeszczeniec  | część wsi |

## Historia

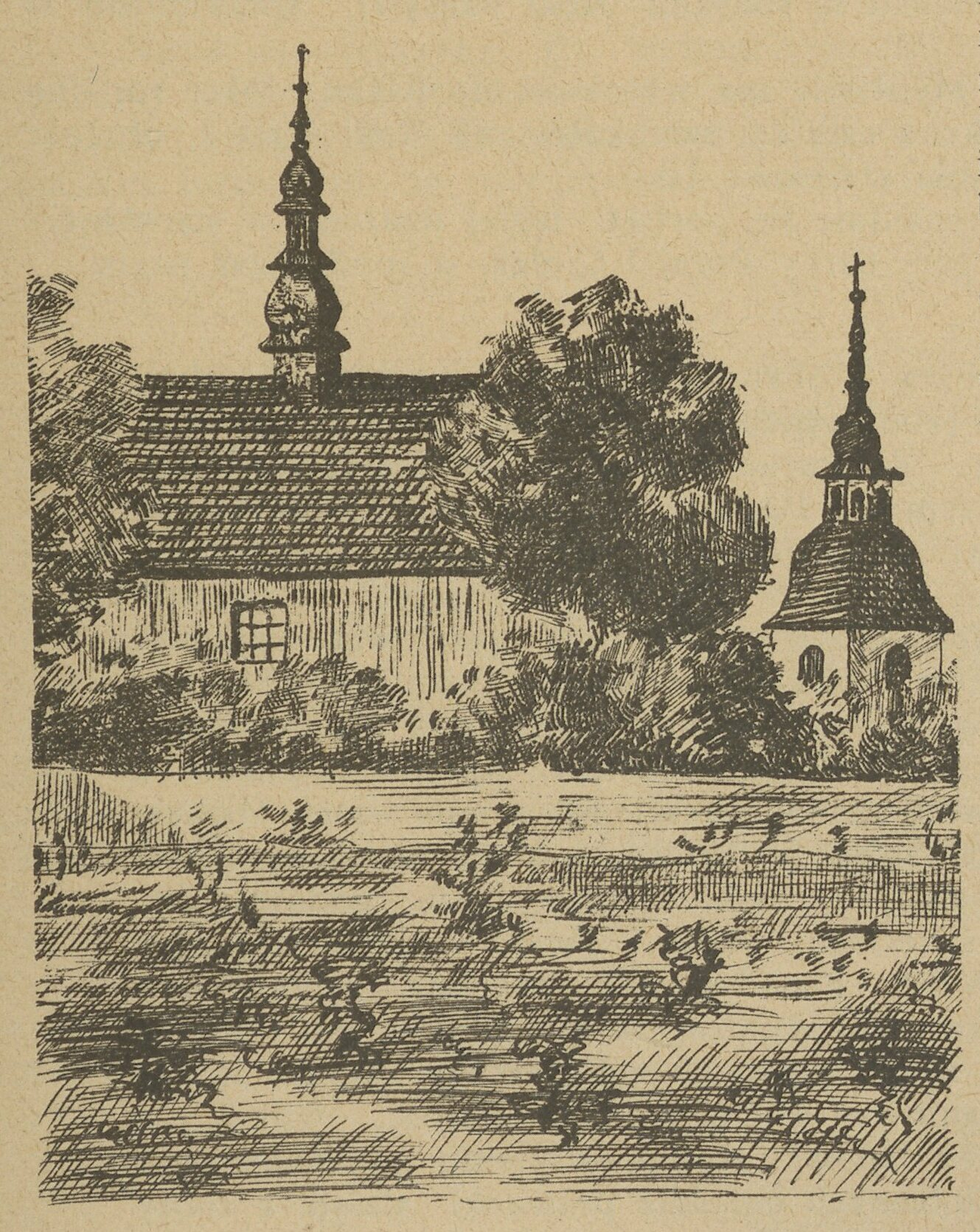
Kościół przed 1907

### Historia Mydłowa
W latach 1975–1998 miejscowość administracyjnie należała do województwa tarnobrzeskiego. We wsi przez którą przechodzi  niebieski szlak rowerowy do Opatowa znajduje się szkoła podstawowa i gimnazjum publiczne. W 1921 w Mydłowie przebywała odwiedzająca siostrę Halinę Rytlową Stanisława de Karłowska i jej mąż Robert Bevan, malarze. Podczas pobytu urządzali plenery malarskie, których owocem były liczne pejzaże okolic Mydłowa oraz obrazy miejscowych chłopów w strojach ludowych.

### Historia parafii w Mydłowie
Pierwszy kościół w Mydłowie istniał już podobno w 1180 r.. Była to drewniana świątynia pw. Wniebowzięcia Matki Bożej. Za czasów Jana Długosza plebanem w Mydłowie był ks. Mikołaj, a dziedzicami wsi Jan Oleśnicki herbu Dębno, Piotr Gramatyka oraz Mikołaj Oziębłowski herbu Ostoja. Na czterech łanach pól gospodarzyli wówczas kmiecie: Okoń, Jan Wieksza, Raszek i Stanisław Żyła.
4 października 1649 r. kościół w Mydłowie spłonął. W 1724 r. modrzewiową świątynię ufundował skarbnik płocki Hieronim Lipowski. W 1757 r. parafii mydłowskiej powstało bractwo św. Barbary.
Ogółem w Mydłowie było pięć kolejnych kościołów drewnianych. Ostatni z nich, wzniesiony po II wojnie światowej, rozebrano w 1992 r. W latach 1977–1979 staraniem parafian mydłowskich wybudowano nowy kościół murowany.

## Zabytki
Do rejestru zabytków nieruchomych została wpisana najstarsza część cmentarz parafialnego (nr rej.: A.512 z 17.06.1988).